# Comté de Texas (Oklahoma)
Pour les articles homonymes, voir Comté de Texas.
Le comté de Texas est un comté situé dans l'ouest de l'État de l'Oklahoma aux États-Unis. Le siège du comté est Guymon. Selon le recensement de 2010, sa population est de 20 640 habitants.
C'est un des trois comptés de la Panhandle de l'Oklahoma.

## Comtés adjacents
- Comté de Stevens, Kansas (nord)
- Comté de Seward, Kansas (nord-est)
- Comté de Beaver (est)
- Comté d'Ochiltree, Texas (sud-est)
- Comté de Hansford, Texas (sud)
- Comté de Sherman, Texas (sud-est)
- Comté de Cimarron (ouest)
- Comté de Morton, Kansas (nord-ouest)

## Principales villes
- Goodwell
- Guymon
- Hardesty
- Hooker
- Optima
- Texhoma
- Tyrone